# Johann Kaufmann (Politiker, 1906)
Johann Georg Kaufmann (* 8. August 1906 in Dornbirn; † 6. Dezember 1974 in Salzburg) war ein  österreichischer Politiker und Schriftsetzer. Er war von 1934 bis 1937 Mitglied des Ständischen Salzburger Landtags.

## Ausbildung und Beruf
Johann Kaufmann wurde am 8. August 1906 als Sohn von Johann Georg Kaufmann (* 22. September 1969) und dessen Ehefrau (* 31. August 1878) in Dornbirn geboren und am 3. September 1906 auf den Namen Johann Georg getauft. Seine Eltern hatten am 6. Februar 1899 geheiratet.
Kaufmann besuchte von 1912 bis 1917 die Volksschule in Dornbirn und absolvierte danach von 1917 bis 1920 die örtliche Realschule. 1920 begann er eine Lehre als Schriftsetzer bei der Vorarlberger Verlagsanstalt in Dornbirn und absolvierte zudem die Gewerbliche Fortbildungsschule. Er schloss seine Lehre im Jahr 1924 ab und war daraufhin zwischen 1924 und 1926 als Schriftsetzer in Dornbirn tätig. Nachdem er in den Jahren 1926 bis 1927 als Schriftsetzer in Salzburg gearbeitet hatte, ging er in den Jahren 1927 bis 1929 auf Wanderschaft, die ihn durch Deutschland führte. Er legte schließlich in Leipzig seine Meisterprüfung ab und arbeitete danach von 1929 bis 1937 sowie von 1938 bis 1940 als Schriftsetzer in der Zaunrith'schen Druckerei in Salzburg. Er wurde nach Ausbruch des Zweiten Weltkriegs 1940 zum Militärdienst eingezogen und diente bis zum Jahr 1945. Nach dem Ende des Krieges kehrte er 1945 aus der Kriegsgefangenschaft zurück. Kaufmann arbeitete danach von 1945 bis 1947 als Angestellter der Landesversicherungsanstalt in Salzburg und wechselte danach, ebenfalls als Angestellter von 1948 bis 1971 zur Allgemeinen Unfallversicherungsanstalt (AUVA) in Salzburg.

## Politik und Funktionen
Kaufmann wurde am 22. November 1934 Mitglied des Ständischen Salzburger Landtags und gehörte diesem Gremium bis zum 18. August 1937 an. Er war danach von 1937 bis 1938 Mitglied des Gemeindetages und Stadtrat der Stadt Salzburg. Zudem war er in der Zwischenkriegszeit von 1936 bis 1938 stellvertretender Obmann des Überwachungsausschusses der Angestelltenkrankenkasse in Salzburg und 1936 Mitglied des Sparkassenausschusses der Salzburger Sparkasse. Nach dem Zweiten Weltkrieg wirkte er von 1963 bis 1971 als Betriebsratsobmann der Allgemeinen Unfallversicherungsanstalt in Salzburg.

## Auszeichnungen
- Silbernes Verdienstzeichen der Republik Österreich (1969)